# أسود (لون)

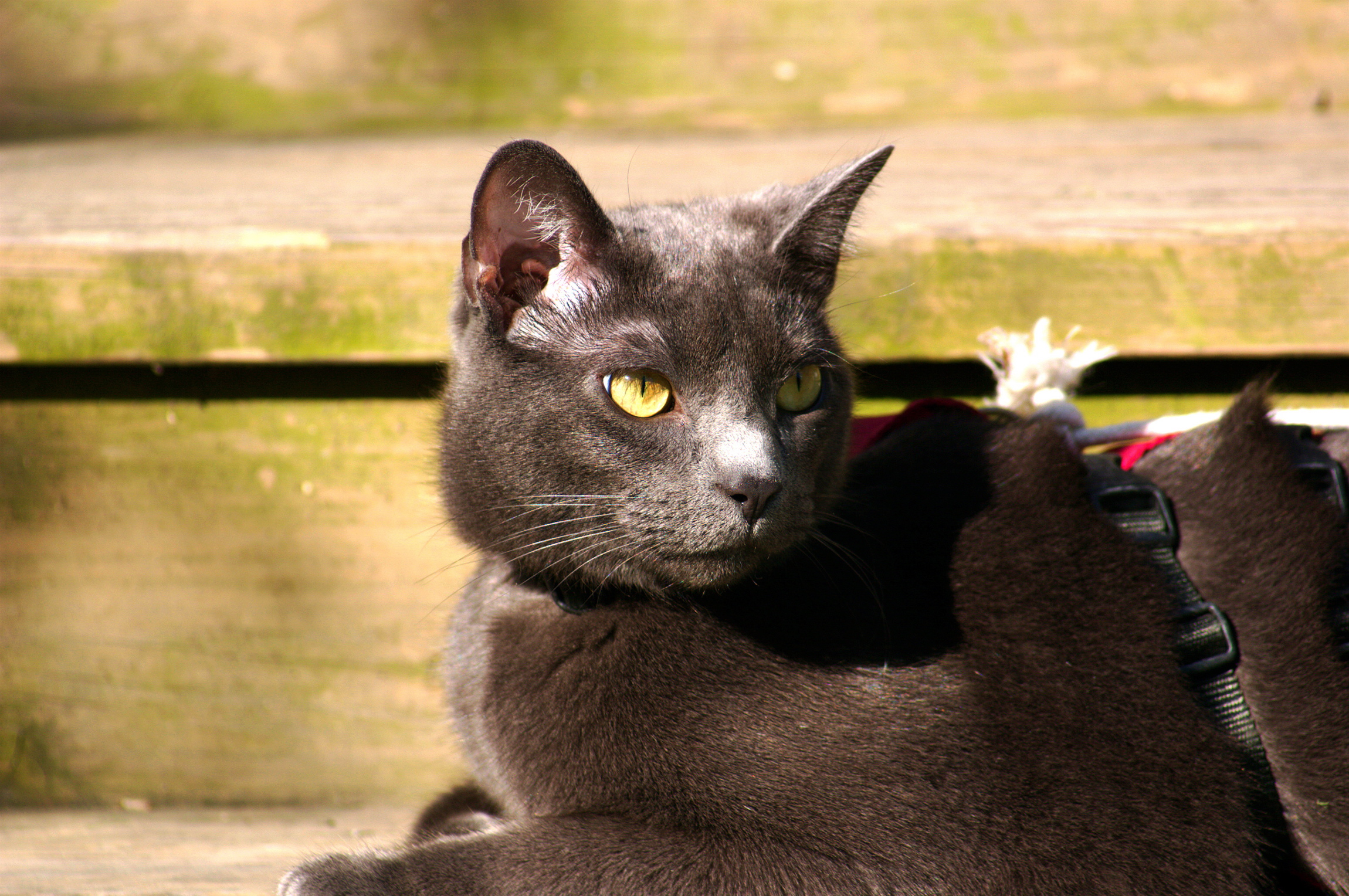
قطة سوداء

اللون الأسود وهو أحد الالوان التي يمكن ملاحظتها في الطبيعة. يمكن أن نعرّف اللون الأسود بأنه ذلك الانطباع الذي يترك في العين عندما لا تأتي أي أشعة ضوئية باتجاه العين. أي لا تتحفز أي من المستقبلات اللونية في العين بفعل الأشعة الضوئية.

## معرض صور

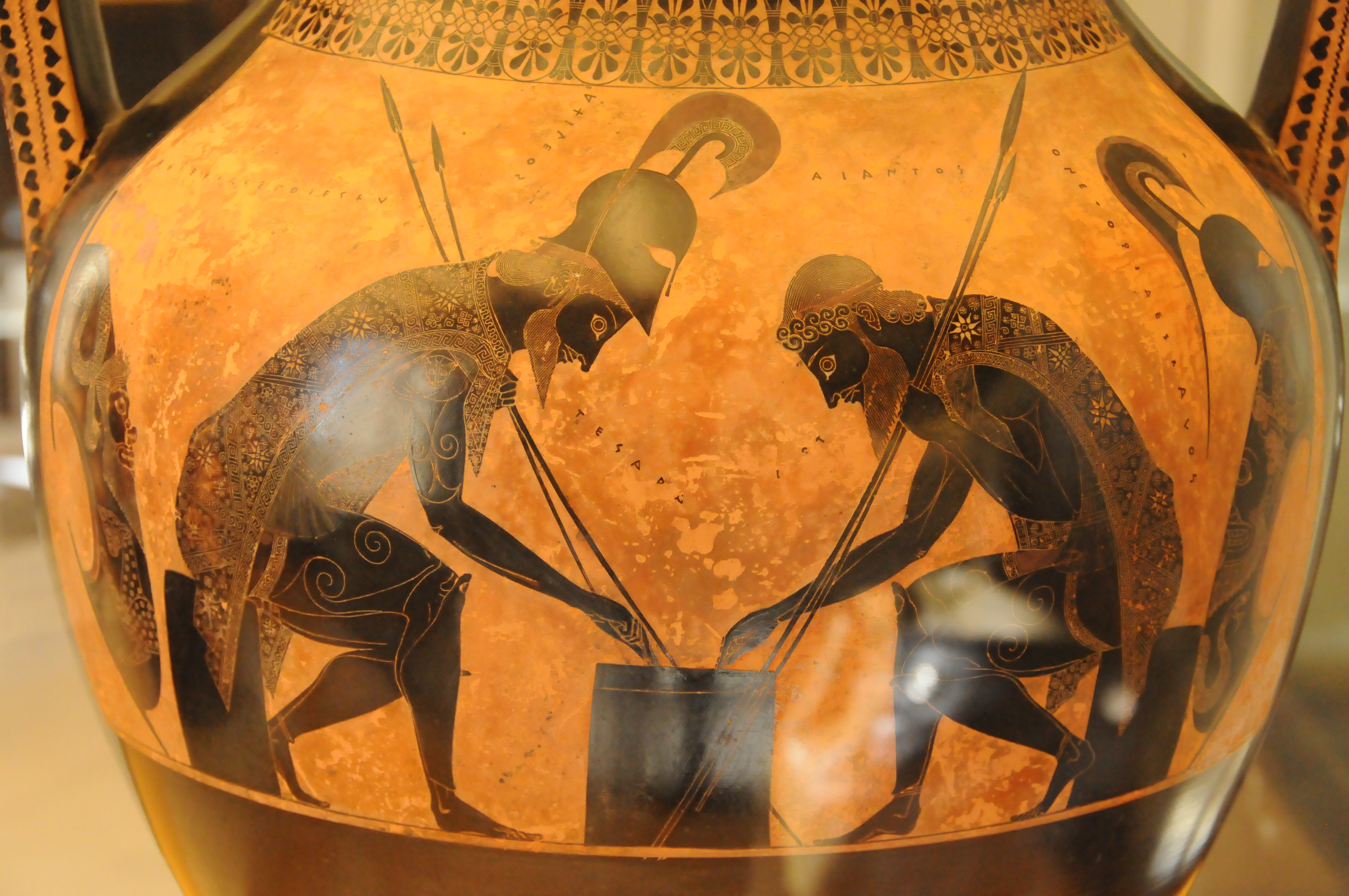
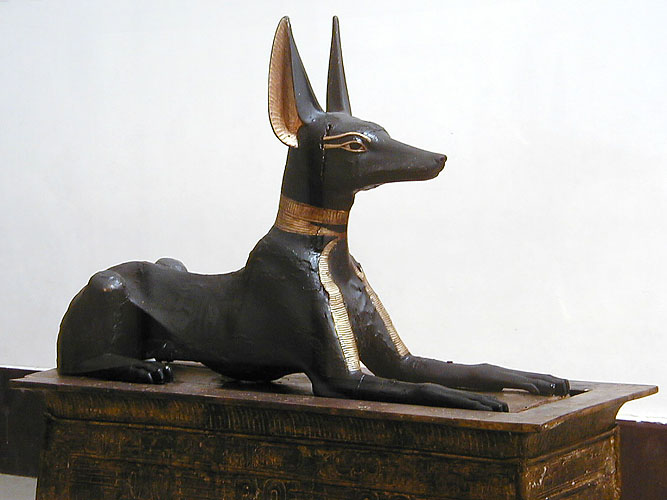
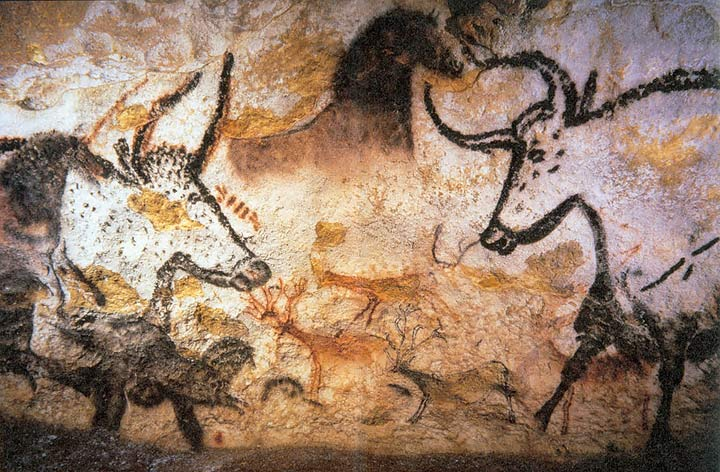
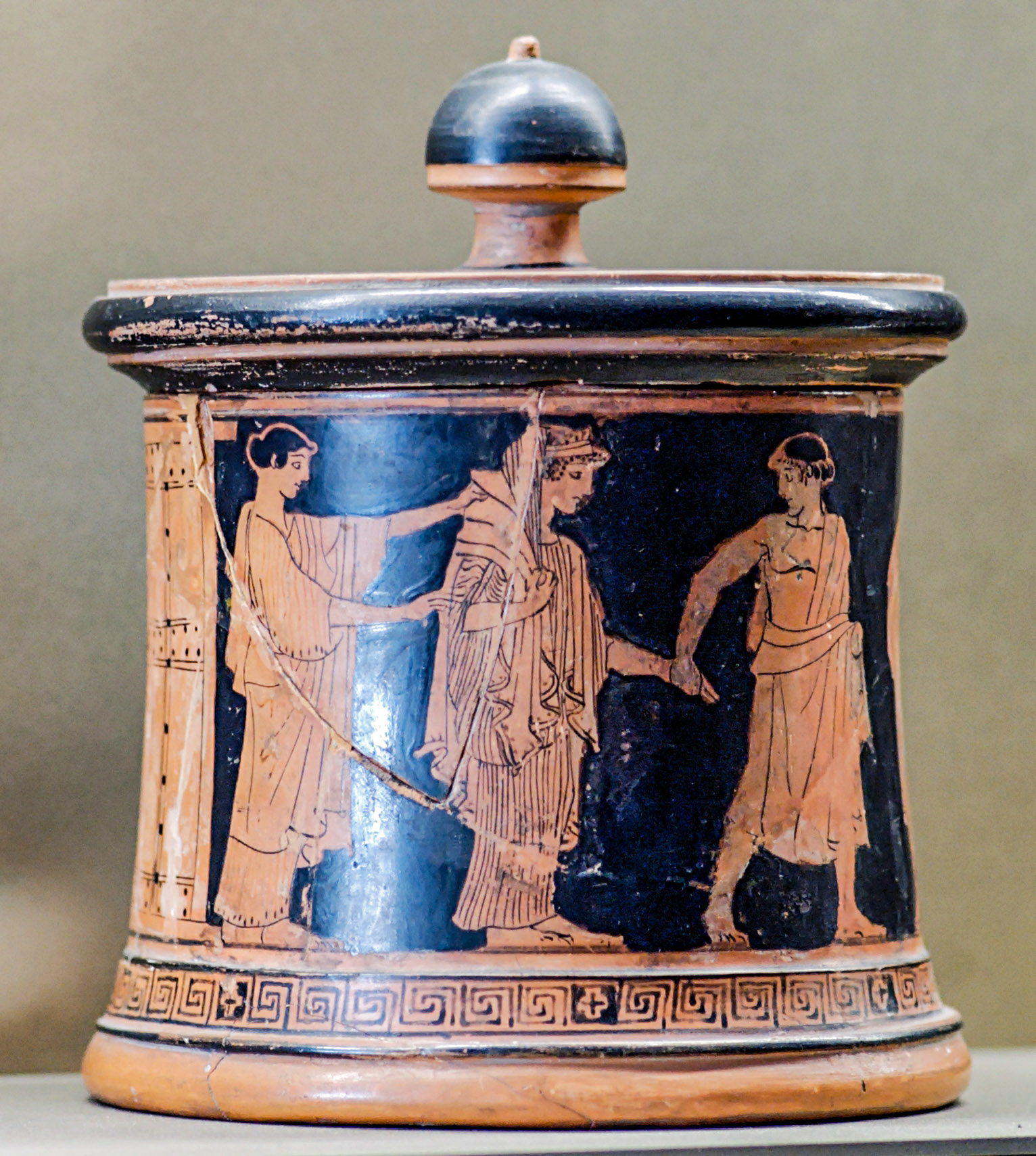

## اقرأ أيضاً
- الضوء الأسود